# Jean-Bedel Bokassa
Bokassa Ier
Pour les articles homonymes, voir Bokassa.
Jean-Bedel Bokassa, né le 22 février 1921 à Bobangui (village de la préfecture de Lobaye) et mort le 3 novembre 1996  à Bangui, est un homme d'État et un militaire franco-centrafricain qui fut le deuxième président de la République centrafricaine à partir de 1966, à la suite du coup d'État de la Saint-Sylvestre, avant de se faire proclamer empereur sous le nom de Bokassa Ier en 1976.
Son titre complet était « Empereur de Centrafrique par la volonté du peuple centrafricain, uni au sein du parti politique national », le MESAN. Sa tenue, la cérémonie de son couronnement et son régime étaient largement inspirés du règne de Napoléon Ier. Il met en place une politique très répressive dans tout le pays.
En septembre 1979, l'opération Caban, organisée par la France, renverse Bokassa et l'opération Barracuda remet au pouvoir son propre cousin, l'ancien président David Dacko, qu'il avait lui-même renversé en 1965, ce qui aboutit à la fin de l'empire centrafricain. Bokassa est ainsi emmené de force par les parachutistes français au Tchad et, de là, part en exil en Côte d'Ivoire, où il accuse la France de l'avoir trahi. En effet, depuis quelque temps, Bokassa se rapprochait de plus en plus de Kadhafi, dont la politique au Tchad était en contradiction complète avec les intérêts français.
Le 10 octobre 1979, l'hebdomadaire satirique Le Canard enchaîné révèle l'affaire des diamants, ce qui contribue à la défaite de Valéry Giscard d'Estaing lors de l'élection présidentielle de 1981. Bokassa revient sur cette affaire dans un livre, au milieu des années 1980, au cours de son exil en France. Empereur déchu, il s'était en effet réfugié, après un passage de quatre ans à Abidjan en Côte d'Ivoire, dans son château d'Hardricourt situé dans les Yvelines, pour finalement retourner à Bangui en octobre 1986, bien qu'il y eût été condamné à mort par contumace. Il est arrêté et jugé pour trahison, meurtre, cannibalisme et détournement de fonds.
Le 12 juin 1987, Bokassa est acquitté des accusations de cannibalisme, mais reconnu coupable de tous les autres chefs d'accusation. Le 29 février 1988, le dictateur Kolingba manifeste son opposition à la peine capitale en annulant la peine de mort contre Bokassa et commue sa peine en prison à vie en isolement cellulaire, et, l'année suivante, réduit la peine à vingt ans de détention. Libéré en 1993, l'ex-empereur meurt à son domicile de Bangui à l'âge de 75 ans en 1996.

## Naissance et enfance
Jean-Bedel (de la contraction de Jean-Baptiste de La Salle ou du nom de Jean Bedel, auteur d'une grammaire pour enfants) Bokassa naît dans un petit village situé à une soixantaine de kilomètres au sud-ouest de Bangui en Centrafrique. Il perd ses parents à l'âge de six ans : son père, Mindogon Mgboundoulou, chef de village devant dresser des listes de recrues pour travailler pour la Compagnie forestière Sangha-Oubangui (CFSO, appelée la Forestière), finit par se rebeller contre les brutalités de l'administration coloniale française, le travail forcé et les milices des sociétés coloniales. Il libère des prisonniers qui servaient de main-d'œuvre corvéable dans des plantations de coton. Arrêté, emmené enchaîné à Mbaïki où il est jugé sommairement et condamné à la peine de mort, il est exécuté en public par des agents coloniaux sur la place du village, juste en dehors du bureau de la préfecture, le 13 novembre 1927.
Marie Yokowo, la mère du jeune Bokassa, se suicide une semaine après l'exécution de son mari. C’est alors que Mbalanga, son grand-père, l'élève et prend en main son éducation.

## Carrière militaire

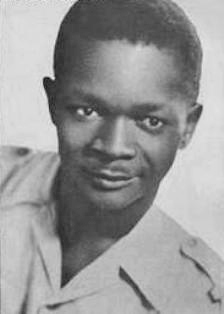
Bokassa alors qu'il servait dans les troupes coloniales.

Les missionnaires des écoles qu'il fréquente veulent en faire un prêtre mais il s'engage finalement dans la Coloniale de l'armée française en mai 1939. Il est par la suite sergent des Forces françaises libres (au bataillon de marche no 2,) et participe au débarquement de Provence et à la bataille du Rhin. Après la guerre, il devient élève du Prytanée militaire de Saint-Louis au Sénégal puis à Châlons-sur-Marne. Il combat ensuite en Indochine et en Algérie, obtient la Légion d'honneur et la croix de guerre. Il est sous les ordres du général Marcel Bigeard lorsque celui-ci est en garnison en Afrique. Il termine sa carrière dans l'armée française avec le grade de capitaine.
Il ne quitte pas l'armée française, mais est détaché comme conseiller militaire technique de l'armée pour la création, la formation et l'encadrement de l'armée centrafricaine naissante. C'est par la suite qu'il demande son départ de l'armée française pour être incorporé comme officier supérieur dans l'armée centrafricaine.

## Carrière politique

### Les débuts politiques en Centrafrique
Le cousin germain de Bokassa, David Dacko, devient le premier président de la République centrafricaine fraîchement indépendante. Ce dernier fait appel aux services de son cousin pour réorganiser l'armée du pays et le nomme colonel, conseiller militaire, puis chef d'état-major en 1964. Le gouvernement de David Dacko est confronté à plusieurs problèmes lors des années 1964 et 1965. L'économie stagne, l'administration commence à se déliter et les frontières du pays sont constamment franchies par les partisans de Patrice Lumumba au sud et par les rebelles de l'Armée de libération populaire soudanaise à l'est. Sous la pression des membres les plus radicaux du MESAN, dans le but de diversifier ses soutiens et d'affirmer son indépendance en matière de politique étrangère, Dacko établit des relations diplomatiques avec la Chine en 1964. Un autre problème qui mine le pays est la corruption généralisée. Bokassa en vient à penser qu'il doit renverser le gouvernement pour repousser l'influence du communisme et résoudre les problèmes du pays.
En juillet 1965, David Dacko envoie Bokassa à Paris pour qu'il participe à la délégation présente au défilé du 14 juillet. Le 23 juillet, après avoir assisté à la cérémonie de fermeture de l'école d'entraînement des officiers qu'il a fréquentée quelques décennies plus tôt, Bokassa planifie son retour en Centrafrique. Toutefois, Dacko le lui interdit et Bokassa passe les mois suivants à essayer d'obtenir le soutien d'amis qu'il connaît dans les forces armées françaises et centrafricaines. Finalement, Dacko cède à la pression et permet à Bokassa de revenir en octobre. Les tensions entre le président et son chef d'état-major continuent de s'accroître dans les semaines qui suivent. En décembre, Dacko approuve une hausse du budget pour la gendarmerie mais rejette la proposition de budget pour l'armée de Bokassa. Celui-ci fait alors part à ses amis de sa lassitude envers l'attitude de Dacko et qu'il s'apprête à le renverser. Dans le même temps, Dacko prévoit de remplacer Bokassa par Izamo pour le poste de conseiller militaire. En outre, il veut promouvoir des officiers de l'armée loyaux à son égard et congédier Bokassa et ses partisans. En aucun cas il ne cherche à camoufler ses intentions. Il en fait d'ailleurs part aux anciens du village de Bobangui qui informent Bokassa. Ce dernier réalise qu'il doit agir rapidement. Il craint que ses cinq cents hommes ne fassent pas le poids contre la gendarmerie et la garde présidentielle. De plus, il s'inquiète d'une intervention française en soutien à Dacko. En effet, le 23 février 1964 à l'occasion de la tentative de coup d'état au Gabon contre Léon Mba, des parachutistes se sont interposés et ont permis au président en place de ne pas être renversé.

### Coup d'État
Bokassa est soutenu par le capitaine Alexandre Banza, qui a dirigé la base de Camp Kassaï au nord-est de Bangui et est aussi un ancien membre de l'armée française. C'est un homme intelligent, compétent et ambitieux, qui a joué un rôle central dans la planification du putsch. En décembre, de nombreuses personnes anticipent un coup d'État à venir et les perturbations susceptibles d'advenir. Les conseillers de Dacko le préviennent que Bokassa présente des signes d'instabilité mentale et doit être arrêté avant de pouvoir menacer le gouvernement. Néanmoins, Dacko ne tient pas compte de ces avertissements. À la fin de l'année 1965, Banza tente un coup d'État contre David Dacko et envoie également des gendarmes pour tenter d'arrêter Bokassa. Peu après minuit, dès les premières minutes de l'année 1966, Bokassa et Banza réunissent leurs forces et leur font part de leur plan de renverser le gouvernement. Bokassa affirme que Dacko a démissionné de la présidence et a confié le poste à son proche conseiller, Jean Izamo. Ensuite, il dit à ses hommes que la gendarmerie s'apprête à soumettre l'armée qui doit agir immédiatement pour l'éviter. Par la suite, il demande à ses troupes si elles sont d'accord avec l'évolution de la situation et ceux qui refusent sont enfermés. À 0h30, Bokassa et ses partisans quittent Camp de Roux pour s'emparer de la capitale. Ils rencontrent peu de résistance dans leur entreprise. Bokassa et Banza peuvent se lancer à l'assaut du palais de la Renaissance, où ils essaient de capturer Dacko, qui s'avère pourtant introuvable. Bokassa commence à paniquer car il craint que le président n'ait été informé à l'avance de ses intentions. De ce fait, il ordonne à ses hommes de le rechercher dans les environs de Bangui jusqu'à sa capture.
Toutefois, Dacko n'est pas conscient des événements qui ont lieu dans la capitale. Après avoir quitté la propriété de son ministre vers minuit, il se dirige vers la maison de Simon Samba pour demander au chef des Akas de conduire un rituel de fin d'année. Il reste une heure avant d'être informé du putsch. Selon Titley, Dacko se dirige tout de suite vers la capitale, dans l'espoir de s'opposer au coup d'État avec l'aide des membres loyaux de la gendarmerie et des parachutistes français. D'autres comme Thomas E. Toole, professeur de sociologie et d'anthropologie à l'université d'État de Saint Cloud, pensent que Dacko n'essaie pas de résister et programme sa démission au profit de Jean Izamo. Dans tous les cas, il est finalement arrêté par des soldats patrouillant au carrefour de Pétévo, à la limite ouest de la capitale. Il est alors ramené dans le palais présidentiel où Bokassa l'accueille et lui dit : « j'ai essayé de vous prévenir mais désormais, il est trop tard ». Le président Dacko est emmené à la prison Ngaragba, à l'est de Bangui, vers deux heures du matin. Bokassa, dans un geste qu'il espère bénéfique pour sa popularité, ordonne au directeur de la prison de libérer tous les prisonniers. Retournant la situation à son profit, Bokassa neutralise la gendarmerie et renverse Dacko à son propre avantage.

## Les années de pouvoir

### Début de la présidence
Après la démission de David Dacko, un nouveau gouvernement est formé comportant trois ministres du cabinet précédent et six nouveaux titulaires dont trois officiers. Bokassa accède ainsi au pouvoir le soir du 31 décembre 1965 et devient officiellement le 2e président de la République centrafricaine le lendemain.
Par la suite, les officiers de Bokassa parcourent le pays et arrêtent les alliés politiques et les proches de Dacko, dont Simon Samba, Jean-Paul Douate et plus de soixante membres de la garde présidentielle, tous incarcérés dans la prison de Ngaragba. Prosper Mounoumbaye, le chef de la sécurité présidentielle fuit le pays. Quelques semaines plus tard, il est emprisonné par les Congolais et extradé en Centrafrique le 23 janvier 1966. À Camp Kassaï, il est battu à mort en présence de Bokassa, Banza et Dacko. Jean Izamo subit un sort similaire quand il est transféré à la prison de Ngaragba le 10 janvier. En revanche, Dacko est épargné car Bokassa recherche la reconnaissance internationale et l'aide de la France qui serait compromise en cas d'exécution de Dacko. Celui-ci est détenu dans une petite pièce à Camp Dacko où il est coupé du monde. Le 3 février, il est emmené à Camp de Roux où il reste à l'isolement.
Dans le même temps, Bokassa se met en avant devant les médias, arborant ses médailles militaires et affichant sa force et sa virilité pour affirmer sa légitimité. Il forme un nouveau gouvernement, le Conseil révolutionnaire. Il suspend la constitution et dissout l'Assemblée nationale qu'il qualifie « d'organe sans vie qui ne représente plus le peuple ». Dans son adresse à la nation, Bokassa affirme que le gouvernement va tenir des élections dans le futur pour élire une nouvelle assemblée et écrire une nouvelle constitution. Il déclare aussi qu'il quittera le pouvoir une fois la menace communiste éliminée, l'économie stabilisée et la corruption éradiquée. Il permet au MESAN de continuer à vivre mais il interdit toutes les autres organisations politiques. Dans les mois qui suivent, il impose un grand nombre de règles nouvelles. Les hommes et les femmes âgés de 18 à 55 ans doivent prouver qu'ils ont un emploi. Autrement, ils doivent payer une amende ou sont emprisonnés. La mendicité est bannie tandis qu'une brigade de moralité est créée pour patrouiller dans les bars et les discothèques de la capitale. La polygamie, la dot et l'excision sont bannies. Enfin, Bokassa développe un système de transports publics à Bangui et finance la création de deux orchestres nationaux.
En dépit d'évolutions positives dans le pays, Bokassa peine à obtenir la reconnaissance de la communauté internationale. Il tente de justifier son putsch en expliquant qu'Izamo et des agents communistes chinois ont essayé de renverser le gouvernement et qu'il a dû intervenir pour entraver l'influence du communisme. Il affirme que les agents chinois ont entraîné et armé des habitants des campagnes pour lancer une révolution. Le 6 janvier 1966, il expulse les représentants communistes et rompt les relations diplomatiques avec la Chine. Enfin, il affirme que le coup d'État était nécessaire pour mettre fin au développement de la corruption.

### Relations avec la France
Bokassa s'assure déjà de la reconnaissance diplomatique du président tchadien François Tombalbaye, qu'il rencontre à Bouca, dans l'Ouham. Après une nouvelle rencontre le 2 avril 1966 le long de la frontière sud du Tchad à Fort Archambault, les deux hommes s'assurent d'un soutien mutuel si l'un d'entre eux est menacé de perdre son pouvoir. Peu après, d'autres pays africains ouvrent des relations diplomatiques avec le nouveau gouvernement centrafricain. Dans un premier temps, la France est réticente à soutenir Bokassa et Banza doit se rendre à Paris pour convaincre le gouvernement français que le coup d'État a empêché le pays de sombrer dans l'anarchie. Bokassa rencontre le Premier ministre Georges Pompidou le 7 juillet 1966, qui continue de refuser de s'engager à soutenir le président centrafricain. Finalement, après que Bokassa a menacé de quitter la zone franc, Charles de Gaulle accepte de le recevoir en visite officielle à l'Élysée le 17 novembre 1966, ce qui, pour Bokassa, signifie que la France entérine le coup d'État.
Surnommé « le Soudard » par le général de Gaulle (qui le reçoit de nouveau officiellement à Paris du 11 au 13 février 1969), Bokassa est plutôt populaire durant les sept premières années qu'il passe au pouvoir, en dépit de la violence de son régime qui pratiquait torture et exécutions sommaires. Le 2 avril 1968, il participa à la création de l'Union des États d'Afrique centrale (UEAC) avec le Congo-Kinshasa et le Tchad. Bokassa défend le retour à la terre, il met ainsi en place une réforme agraire le 30 août 1970. Politiquement, il prône la valeur du travail et dénonce la corruption et la bourgeoisie. Francophile, son régime est soutenu par la France qui le considère favorable à la défense de ses intérêts dans la région, notamment les mines d'uranium de Bakouma, prospectées par le Commissariat à l'énergie atomique (CEA). La France s'intéresse également à la position géographique stratégique de la Centrafrique qui se situe au milieu du puzzle africain. Il possède également plusieurs propriétés en France, comme le Château de Villemorant.
Proche des trois premiers présidents successifs de la Cinquième République, il est passionné par l'histoire de France et admire le général de Gaulle qu'il surnomme « Papa » puis « père » (il voulait même l'exfiltrer lors de la crise de mai 68). Bokassa va poursuivre cette relation quasi filiale entre les dirigeants français et centrafricains et donne au successeur du général, Georges Pompidou, l'appellation de « mon frère » puis de « cousin » pour le président Valéry Giscard d'Estaing.
Le 12 novembre 1970, il se rend en France pour l'hommage post-mortem au général de Gaulle avec plusieurs autres chefs d'État et de gouvernements du monde entier.

### Présidence à vie et consolidation du pouvoir
Avec les années, Jean-Bedel Bokassa renforce son emprise dictatoriale. Il s'autoproclame président à vie le 2 mars 1972 puis se promeut maréchal le 19 mai 1974. Le 2 janvier 1975, il forme un nouveau gouvernement, crée le poste de Premier ministre et y nomme Élisabeth Domitien, qui est la première femme à occuper ce poste en Afrique.
En septembre 1976, il dissout le gouvernement pour le remplacer par le Conseil de la révolution centrafricaine. Son cousin David Dacko, dont il avait pris la place à la tête de l'État et qu'il avait fait emprisonner à N'garagba, devient son conseiller.
Il se déclare musulman en 1976 et change son nom en Salah Eddine Ahmed Bokassa avec l'objectif de plaire à Kadhafi pour bénéficier de l'aide financière libyenne,.

## Empereur de Centrafrique

### Avènement
En septembre 1976, Bokassa dissout le gouvernement et le remplace par le Conseil de la Révolution centrafricaine. Le 4 décembre 1976, au congrès du MESAN, Bokassa établit une nouvelle constitution et instaure la monarchie : l'« Empire centrafricain ». Il annonça sa reconversion au catholicisme et se couronna en tant que « Sa Majesté Impériale Bokassa Ier » le 4 décembre 1977.
Bokassa eut de l'admiration pour Napoléon Bonaparte et voulut dès lors imiter le consul qui se sacra Empereur. Les références à Napoléon durant le sacre furent nombreuses, telles que l'aigle impériale, la date (le 4 décembre 1977, à deux jours près de la date anniversaire du sacre napoléonien le 2 décembre 1804) ou le dispositif inspiré de la fameuse fresque de David,.
Bokassa devint ainsi le troisième souverain impérial au monde après Hirohito du Japon et Mohammad Reza Pahlavi d'Iran — qui déclinèrent les invitations à la cérémonie — et le premier empereur africain depuis Haïlé Sélassié. Le titre complet du nouvel empereur est « Empereur de Centrafrique par la volonté du peuple centrafricain, uni au sein du parti politique national : le MESAN » (Mouvement pour l'évolution sociale de l'Afrique noire). Ce dernier épisode lui vaut une réputation de mégalomane. Bokassa justifie ses actions en déclarant que la création d'une monarchie aidera la Centrafrique à se distinguer des autres pays africains et à gagner le respect des autres pays du monde. Il prétend mettre en place une monarchie constitutionnelle, mais son régime demeure une dictature redoutable et violente.

### Sacre
La cérémonie a lieu au palais des sports de Bangui (une construction de la Yougoslavie socialiste). Le sacre se déroule au cours d'une cérémonie à laquelle assistent 5 000 invités, dont le ministre français de la Coopération Robert Galley et Didier Ier roi de la Bazoche, en fait un étudiant de Poitiers qui a réussi à se faire inviter officiellement en arguant de ce titre estudiantin. La France fournit un soutien logistique important. Aucun chef d'État ou de gouvernement ne s'y rend, excepté le Premier ministre de l'île Maurice Sir Seewoosagur Ramgoolam. Pour marquer l'événement, Bokassa revêt une réplique du costume que portait Napoléon Ier lors de son sacre, une épaisse cape écarlate doublée de fourrure d'hermine blanche et d'une robe incrustée de perles sur laquelle étaient brodés en fils d'or des soleils et des abeilles. La cérémonie est très fastueuse : 10 000 pièces d'orfèvrerie, 200 uniformes d'apparat, 600 smokings. De nombreux artisans et créateurs français furent mis à contribution par l'intermédiaire de Jean-Pierre Dupont. Un trône monumental fut créé par le sculpteur Olivier Brice, empruntant le symbole de l'aigle à Napoléon. La garde-robe impériale fut conçue par Pierre Cardin. La couronne en or pur, confectionnée par le joaillier Claude Arthus-Bertrand, comportait 7 000 carats de diamants, dont l'un de 60 carats, était estimée à près de cinq millions de dollars quand le salaire moyen en Centrafrique était d'environ 100 dollars. La couronne représente l'aigle, principale composante des armoiries impériales, suivi de la devise centrafricaine Zo kwe zo (« Tout être humain est une personne »). À la fin de la cérémonie, le nouvel empereur remonte les rues de Bangui à bord d'un carrosse de bronze et d'or tiré péniblement par huit chevaux importés du haras national du Pin, situé en Normandie, envoyés par l'Élysée. Il se fit couronner par l'église catholique qui n'apprécie pas le faste. Deux chevaux meurent lors du trajet, ce qui contraint la famille impériale à parcourir les derniers mètres en limousine. La foule est présente tout au long du trajet, sa présence est obligatoire, mais les commentateurs voient l'indifférence des spectateurs face au « couronnement africo-napoléonien ». Le dîner fastueux de 10 000 couverts, soit 100 tonnes de nourritures, quand une grande partie de la population souffrait de malnutrition, donné dans la cour intérieure du palais de la Renaissance et animé par le chanteur Manu Dibango, se termine par une énorme pièce montée de plus de deux mètres de haut réalisée le matin même à Paris. L'envol de tourterelles est raté car les oiseaux épuisés n'ont pas supporté la chaleur du voyage en avion. La fête est parachevée par un immense feu d'artifice au-dessus de la jungle. Le lendemain, proclamé par Bokassa jour férié, un grand défilé national fut organisé, avec des militaires, des pygmées, des majorettes ou encore des événements sportifs.
Au-delà des interrogations sur la pertinence et la mégalomanie des festivités, la cérémonie est raillée par plusieurs commentateurs et journalistes, y compris les présentateurs de TF1 et d'Antenne 2. On pointe les ratés : le grandiose pompeux, la mauvaise logistique, les chevaux mourant de chaleur, les menaces d'impayés sur les bijoux et les roues du carrosse qui furent livrés in-extremis ; le carrosse est en fait d'occasion, racheté au producteur de Caroline chérie. Le kitsch est dénoncé, les observateurs y voient un pot-pourri de culture européenne et africaine une caricature, un « carnaval équatorial » ou une « tragédie-bouffe ».
On chiffre la cérémonie à quelque 100 millions de francs, financés en partie par le « cher cousin » Mouammar Kadhafi et par une ponction fiscale de la part de la population, que Bokassa présenta comme volontaire. C'est le quart du budget annuel du pays, ou pratiquement le montant de l'aide annuelle au développement de la France pour la Centrafrique. Les États-Unis et la France ont réduit les subventions après les festivités.
Un film de son couronnement a été réalisé par le service cinématographique de l'Armée française sur commande de la France pour les archives personnelles de Bokassa. Des bobines de ce film furent stockées avec précaution dans les archives de l'ECPAD car le générique présente l'annonce de son sacre sous forme de lettres roses pailletées de diamants. Le service d'animation de l'ECPAD voulait en effet montrer sa capacité à créer de nouvelles techniques d'effets spéciaux et ainsi annoncer le faste de la cérémonie. L'affaire des diamants incita les dirigeants de l'ECPAD à placer le film au coffre sous la mention « diffusion restreinte » jusqu'à sa déclassification en juin 2008.

### Rumeurs de cannibalisme
(mai 2024).
L'anthropophagie doit être rapidement évoquée car, contrairement à ce qu'ont pu écrire des médias français (Le Monde, France-Soir) en 1979, elle n'est pas une pratique tolérée en Centrafrique à l'époque de Bokassa. En revanche, la manducation des corps, post mortem, fut une pratique sociale reconnue aux temps précoloniaux et parfois encore pratiquée bien qu'interdite. Depuis toujours, en effet, « la manducation du corps d'un ennemi mort au combat ou exécuté, ainsi que celle d'un parent défunt, permettent d'acquérir les forces vitales du trépassé. Une telle pratique n'a rien d'asocial : ne sont consommés que des membres du groupe décédés normalement ou des ennemis. Rien n'est donc répréhensible dans cette pratique aux yeux des villageois qui s'y livrent […] le seul but était de faire participer l'individu à la grande force vitale qui anime la Nature ».
Des rumeurs prétendant que Bokassa s'adonnait au cannibalisme à l'occasion furent lancées à la suite du dîner donné lors de son sacre en 1977 : voulant blaguer, l'empereur chuchota au  ministre français de la Coopération Robert Galley : « Vous ne vous en êtes pas rendu compte, mais vous venez de manger de la chair humaine. » Ces rumeurs lui valurent le surnom de « l'Ogre de Berengo », mais ces accusations furent rejetées lors de son procès et jugées improbables par les nombreux enquêteurs dépêchés sur place à la suite de son renversement. Selon le journaliste Patrick Pesnot, s'il n'est pas impossible que Bokassa ait pu pratiquer la manducation sous cette forme traditionnelle, il est difficile d'accepter sans preuves, à ce stade inexistantes, l'accusation de cannibalisme à son encontre, d'autant plus qu'il semblerait que cette histoire ait été inventée par les services secrets français pour ajouter du crédit à l'image de monstre qu'on voulait donner de Bokassa à l'époque pour justifier son renversement.

### Derniers mois de règne
Les relations entre la France et la Centrafrique sont assez contrastées, car le quai d'Orsay reconnaît la mégalomanie et l'instabilité de Bokassa mais le pays dispose d'un grand gisement d'uranium. Les réactions au sacre en France ne sont pas positives mais les diplomates espéraient que Bokassa, après les festivités, aurait une fonction honorifique et laisserait tomber ses 14 portefeuilles ministériels.
Bokassa, le jour de son sacre, s'est ridiculisé auprès de ses pairs africains puis, lorsque « l'empereur de Françafrique » souhaite obtenir une bombe atomique, indispensable à la sécurité de l'Empire centrafricain, le président Valéry Giscard d'Estaing le lâche.
Dès janvier 1979, des manifestations de lycéens ont lieu car Bokassa a instauré une tenue unique à l'école mais beaucoup de familles refusent de la payer. Prudent, il n'arme ni sa police ni son armée. Plus tard, il acceptera qu'on arme les soldats mais, devant l'ampleur de la répression qu'il n'a pas voulue si violente, l'empereur limoge de nombreux officiers. Bokassa, qui souhaite contrebalancer la tutelle politique et économique de la France, a commencé à se rapprocher discrètement du colonel Kadhafi alors que la France est en guerre avec ce dernier au Niger, mais son projet est immédiatement connu du gouvernement du président Giscard d'Estaing qui lui envoie son conseiller personnel, le magistrat René Journiac, pour le rappeler à l'ordre. Bokassa, exaspéré par les réprimandes, assène un coup de sa canne sur la tête de Journiac. Comme le dey d'Alger avec son éventail, il signe ainsi sa fin. Journiac repart en France en préparant les instructions pour remplacer immédiatement Bokassa.

### Renversement et chute
Dans la nuit du 20 septembre 1979, alors que Bokassa Ier se trouve en Libye pour officialiser son rapprochement avec le colonel Kadhafi, le SDECE lance l'opération Caban. L'opération militaire débute le 20 septembre 1979.
Un commando infiltré du service Action accueille le Transall du 1er RPIMa commandé par le colonel Briançon-Rouge à l'aéroport de Bangui-Mpoko. Après avoir neutralisé l'aéroport, des renforts atterrissent et le chef des Forces spéciales contacte le colonel Bernard Degenne basé à N'Djaména, capitale du Tchad, pour qu'il envoie ses « barracudas », nom de code pour huit hélicoptères Puma et transports aériens Transall. La prise de Bangui peut débuter. Le lendemain aux alentours de minuit et demi, David Dacko annonce officiellement la chute de l'Empire centrafricain et proclame la République. Ancien président renversé par Bokassa en 1966, Dacko rétablit la République centrafricaine et en redevient le président. Il est immédiatement soutenu par une deuxième phase, menée par des troupes régulières de l'armée française, appelée opération Barracuda et dirigée par le colonel Bernard Degenne basé à N'Djaména, la capitale du Tchad. Les hommes du 1er RPIMa sont évacués quatre heures seulement après leur arrivée, marquant la fin de l'opération Caban.

### Chute et affaires
Le 10 octobre 1979, un mois après la chute du despote africain, Le Canard enchaîné publie le fac-similé d'une commande de Bokassa en 1973 au Comptoir national du diamant pour une plaquette de diamants de trente carats destinée à Valéry Giscard d'Estaing, alors ministre des Finances. Le journal satirique évalue alors à un million de francs la valeur de ces diamants, estimation contestée par certains experts. Le Monde reprend l'information dans l'après-midi. Dans un éditorial intitulé « La vérité et l'honneur » signé par Jacques Fauvet mais co-écrit avec Philippe Boucher, le journal déplore l'absence de commentaires du chef d'État français alors que l'agence France-Presse publie dans l'après-midi une dépêche de l'Élysée indiquant « que les échanges de cadeaux de caractère traditionnel, notamment lors des visites de membres du gouvernement dans les États étrangers, n'ont, en aucun cas, ni le caractère ni la valeur qui ont été mentionnés par certains organes de presse à propos du Centrafrique ». Selon Laurent Martin, cette réponse est perçue comme ambiguë par la presse d'opposition et certains journaux étrangers. Dans ses mémoires, Giscard d'Estaing déclare hésiter mais finalement refuse de faire saisir le journal pour se conformer à une promesse faite en 1974 lors de son élection.
Le 15 octobre 1979, une contre-enquête détaillée du journal Le Point confirme la réalité des cadeaux de Bokassa à ses hôtes étrangers et n'infirme pas l'authenticité de la signature de Bokassa, mais conteste la valeur supposée des diamants offerts à Giscard d'Estaing tels qu'ils avaient été estimés par Le Canard enchaîné et Le Monde. Lors de la campagne présidentielle de 1981, Valéry Giscard d'Estaing revient en partie sur ses dénégations et le mépris exprimé en 1979 ; il déclare, le 10 mars 1981, dans le Grand Débat sur TF1 : « En fait, ce n'était pas du tout, comme on l'a dit, des diamants, c'est-à-dire de grosses pierres ayant une grande valeur et que l'on pouvait garder pour soi, auxquelles on pouvait donner je ne sais quelle destination. C'était plutôt des produits de la Taillerie de Bangui qui sont plutôt utilisables sur un plan de décoration en bijouterie ».

## Après le pouvoir

### Exil
Bokassa est jugé et condamné à mort par contumace en décembre 1980 pour le meurtre de nombreux rivaux politiques. Exilé en Côte d'Ivoire puis en France, il réside au château d'Hardricourt (Yvelines). Il revient d'exil le 24 octobre 1986. Il est immédiatement arrêté par les autorités centrafricaines dès qu'il descend de l'avion et est jugé pour 14 accusations différentes, y compris trahison, meurtre, cannibalisme, utilisation illégale de propriété, agression et coups et détournement de fonds. Maintenant que Bokassa est inopinément entre les mains du gouvernement centrafricain, les républicains sont tenus par la loi de le juger en personne, lui accordant le bénéfice d'un avocat de la défense. À la comparution devant le tribunal de Bokassa, le verdict par contumace de 1980 a été annulé et un nouveau procès a été ordonné pour lui. Bokassa a plaidé non coupable de toutes les charges retenues.

### Condamnations et procès
Le 12 juin 1987, au terme de son second procès, il est reconnu non coupable des charges de cannibalisme, mais la peine de mort est confirmée pour les autres charges. Sa peine est d'abord commuée en prison à vie en février 1988, puis en dix ans de réclusion.

### Mort et inhumation
Bokassa est finalement amnistié par André Kolingba en 1993 (ce fut son dernier acte présidentiel) et meurt en 1996 d'un arrêt cardiaque à 75 ans. À la fin de sa vie, il se proclame « treizième apôtre ». Il est inhumé dans son ancien palais de Berengo. Il est « réhabilité dans tous ses droits » par le président François Bozizé le 1er décembre 2010, à l'occasion de la fête nationale et du cinquantenaire de la proclamation de l'indépendance de la République centrafricaine.
Il avait 17 femmes et 36 enfants reconnus à charge,.
Son avocat fut Raymond de Geouffre de La Pradelle. François Gibault et Francis Szpiner l'ont également été.

## Mariages et descendance

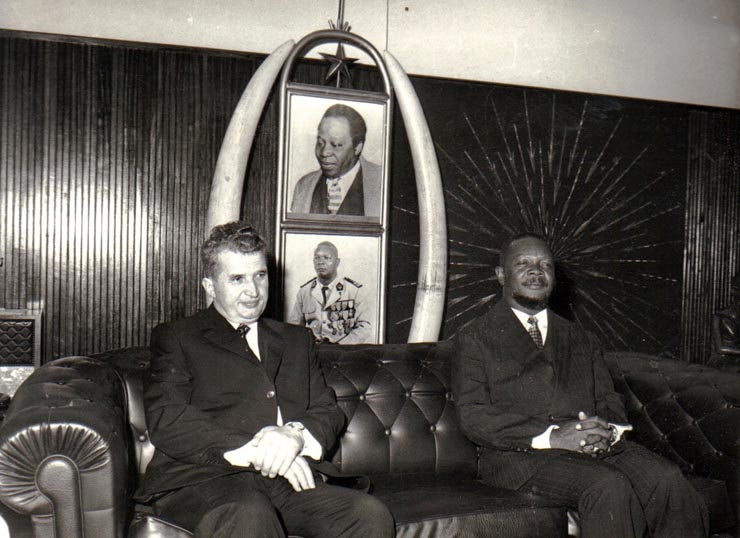
L'empereur Bokassa et le président roumain Nicolae Ceaușescu en 1972.

Adepte de la polygamie, Bokassa a eu 17 épouses :
- Annette Van Helst, mariée à Bokassa après la Seconde Guerre mondiale ;
- Marguerite Green Boyanga (née vers 1923 et décédée le 4 décembre 1959), d’origine britannique et angolaise ;
- Martine Nguyen Thi Hue (née vers 1934). Bokassa l’a rencontrée à Hanoï ;
- Jacqueline Nguyen Thi Than (née au Vietnam, et décédée à Montpellier, France), avait épousé en premières noces Placide Adoum en 1956. Bokassa l’a épousée en 1957. Ils ont eu trois fils et une fille. Ils ont divorcé en 1965 ; elle s'est remariée à un sergent-chef ;
- Astrid Elisabeth Van Erpe (née en 1945 d'une famille d'origine française et belge) : elle s'est installée à Bangui en 1949 et s’est mariée avec Bokassa le 3 mars 1962, au consulat français de Bangui. Comme Astrid ne pouvait pas avoir d'enfant, ils ont divorcé en 1967 ;
- Catherine Martine Denguiadé (née en 1949), mariée à Bokassa en 1964, elle fut choisie comme épouse favorite et reçut le titre d'impératrice : leur fils, Jean-Bedel Bokassa Jr., fut désigné prince impérial héritier ;
- Marie-Joëlle Aziza-Eboulia (née en 1955 et décédée en 2001), elle a étudié au Lycée Léon M’ba de Libreville, au Gabon. Bokassa l’a épousée le 18 février 1970 ;
- Éliane Mayanga, mariée à Bokassa en 1971. Elle quitte la République centrafricaine en 1972 ;
- Alda Geday (née en 1954), fille d'Adriano Geday, homme d'affaires libanais et de Rosine Orstein : elle s'est mariée à Bokassa le 4 mai 1974 ;
- Gabriela Drâmbă-Dinică (traductrice roumain-français née en Roumanie en 1953)[61] : Bokassa l’a rencontrée en 1972, épousée en avril 1975 et répudiée en novembre 1977 ; elle rejoint sa famille en Roumanie ;
- Chantal Belleka (née en République centrafricaine) ;
- Marie-Reine Hassen (née en 1954), mariée à Bokassa en 1976, elle rejoint sa famille en France en 1978[62] ;
- Uta (née en 1959 à Brême, Allemagne) : Bokassa l’a rencontrée en 1977 ;
- Brigitte Eyenga (née au Cameroun) ;
- Augustine Assemat (née en Côte d’Ivoire) ;
- Marie-Charlotte Mathey ;
- Victorine Zara.

De ses 17 mariages, Bokassa a eu 39 enfants légitimes mais 56 en tout, dont :
- Georges Bokassa ;
- Martine Bokassa ;
- Jean Charles Bokassa ;
- Saint Cyr Bokassa ;
- Nicole Bokassa ;
- Marie Alice Bokassa ;
- Saint Sylvestre Bokassa ;
- Jean Parfait Bokassa ;
- Marie Ange Bokassa ;
- Jean Bokassa ;
- Charlemagne Bokassa ;
- Jean-Serge Bokassa ;
- Jean-Bedel Bokassa Jr., héritier présomptif[63] ;
- Kiki Bokassa, artiste ;
- Lucienne Bokassa-Barbier-Mueller ;
- Marguerite Bokassa ;
- Marie-France Bokassa ;
- Timothée Bedel.

## Distinctions
Jean-Bedel Bokassa disposait d'une quarantaine de récompenses.

### Distinctions centrafricaines
- Grand-croix de l'ordre du mérite centrafricain (en tant que grand-maître)
- Grand-croix de l'ordre de la reconnaissance centrafricaine (en tant que grand-maître)
- Grand-croix de l'ordre de Bokassa (en tant que grand-maître)
- Commandeur de l'ordre du mérite agricole centrafricain
- Étoile du mérite militaire
- Croix de la valeur militaire

### Distinctions françaises
- Grand-croix de la Légion d'honneur, remise par Valéry Giscard d'Estaing lors de sa visite en Centrafrique en mars 1975[65].
- Médaille militaire
- Croix de guerre des Théâtres d'opérations extérieurs
- Croix du combattant volontaire
- Croix du combattant volontaire de la Résistance
- Croix du combattant
- Médaille d'Outre-Mer
- Médaille commémorative des services volontaires dans la France libre
- Médaille commémorative française de la guerre 1939-1945
- Médaille commémorative de la campagne d'Indochine
- Médaille des engagés volontaires (non officielle)

### Distinctions étrangères
- Grand-croix de l'ordre de l'Étoile noire (Bénin)
- Grand-croix de l'ordre de la valeur (Cameroun)
- Grand-croix de l'ordre du mérite (Congo)
- Grand-croix de l'ordre national de Côte d'Ivoire (Côte d'Ivoire)
- Grand-croix de l'ordre du Nil (Egypte)
- Grand-croix de l'ordre de l'étoile équatoriale (Gabon)
- Grand-croix de l'ordre de la République (Madagascar)
- Grand-croix de l'ordre du Ouissam alaouite (Maroc)
- Grand-croix de l'ordre de la République (Libye)
- Grand-croix de l'ordre national du Lion (Sénégal)
- Grand-croix de l'ordre des Deux Nils (Soudan)
- Grand-Croix de l'ordre national (Tchad)
- Grand-croix de l'ordre du mérite (Togo)
- Grand cordon de l'ordre de l'Indépendance (Tunisie)
- Officier de l'ordre du Nichan Iftikhar (Tunisie)
- Grand-croix de l'ordre de l'étoile yougoslave (Yougoslavie)
- Grand-croix de l'ordre national du Léopard (Zaire)

#### Biographies et portraits
- Jean-Barthélémy Bokassa et Olivier Keravel, Saga Bokassa, Gémenos, Portes du Soleil-Respublica, 2009, 268 p. (ISBN 978-2-35808-001-9, OCLC 321031917).
- René-Jacques Lique, Bokassa Ier : la grande mystification, Paris, Africa Chaka, coll. « Afrique contemporaine » (no 16), 1993, 191 p. (ISBN 2-907768-20-4, OCLC 36695947).
- (en) E Brian Titley, Dark Age : The Political Odyssey of Emperor Bokassa, Montréal, McGill-Queen's University Press, 1997, 257 p. (ISBN 978-0-7735-1602-1 et 978-0-8532-3712-9, OCLC 36340842, lire en ligne).
- Géraldine Faes et Stephen Smith, Bokassa Ier, un empereur français, Paris, Calmann-Lévy, 2000, 385 p. (ISBN 2-7021-3028-3 et 9782702130285, OCLC 45100789).

#### Ouvrages thématiques
- André Baccard, Les martyrs de Bokassa, Paris, Editions du Seuil, coll. « Histoire immédiate », 1987, 349 p. (ISBN 978-2-02-009669-0, OCLC 17764009).
- Didier Bigo, Pouvoir et obéissance en Centrafrique, Paris, Editions Karthala, 1988, 341 p. (ISBN 978-2-86537-213-3, OCLC 21445679, lire en ligne).
- Roger Delpey, Le Blanc et le Noir : Le hold-up du siècle, 1991, 242 p. (OCLC 463695885).
- Jean Français, Le putsch de Bokassa : Histoire secrète, Paris, L'Harmattan, coll. « Mémoires africaines », 2004, 116 p. (ISBN 978-2-7475-5693-4, OCLC 54459601).
- Bélizaire Prudence, Mindongon ou la rébellion visionnaire, Paris, Négritude, 1997.
- Ahmadou Kourouma, En attendant le vote des bêtes sauvages, roman, Paris, Éditions du Seuil, 1998.
- Emmanuel Germain, La Centrafrique et Bokassa : 1965-1979 : force et déclin d'un pouvoir personnel, Paris, L'Harmattan, coll. « Études africaines », 2000, 285 p. (ISBN 978-2-7384-9994-3, OCLC 47049844, lire en ligne).
- Marie-France Bokassa, Au château de l'ogre, Flammarion, 2019.

#### Entretiens radiophoniques
- Une Radioscopie de Jean-Bedel Bokassa a été réalisée l'avant-veille de son sacre par Jacques Chancel, Éditions Radio-France et INA, 2012  (ISBN 978-2904965241).

#### Articles
- Didier Bigo, « Ngaragba, « l'impossible prison » », Revue française de science politique, 39e année, no 6, 1989. p. 867-886. [lire en ligne].
- Jean-Pierre Bat, « Bokassa, dernier empereur d'Afrique », L'Histoire, décembre 2013, no 394, p. 66-71.

### Filmographie
- Échos d'un sombre empire (Echos aus einem düsteren Reich), film de Werner Herzog, Films sans frontières, Sera Filmproduktion, Werner Herzog Filmproduktion, 1990, 1 h 26 min.
- Bokassa Ier, empereur de Françafrique, film d'Emmanuel Blanchard, Programm 33 et ECPAD, 2010.
- Notre ami l'empereur Bokassa Ier, film de Cédric Condom, France 3, 2011.